# Trutnov-Volanov
Trutnov-Volanov – przystanek kolejowy w miejscowości Trutnov, w kraju hradeckim, w Czechach. Znajduje się na wysokości 405 m n.p.m.
Jest zarządzany przez Správę železnic. Na przystanku nie ma możliwości zakupu biletów, a obsługa podróżnych odbywa się w pociągu.

## Linie kolejowe
- 040 Chlumec nad Cidlinou - Trutnov